# 克盧什
克盧什（葡萄牙語：Queluz，葡萄牙語發音：[keˈluʃ]）是葡萄牙的一座城市。位於里斯本大區內。其都會區人口有78,273人。是葡萄牙人口前十大都會區之一。克盧什屬地中海氣候，年降水量為825毫米。市內有三個火車站，有開往里斯本的列車。